# Château de Louveciennes

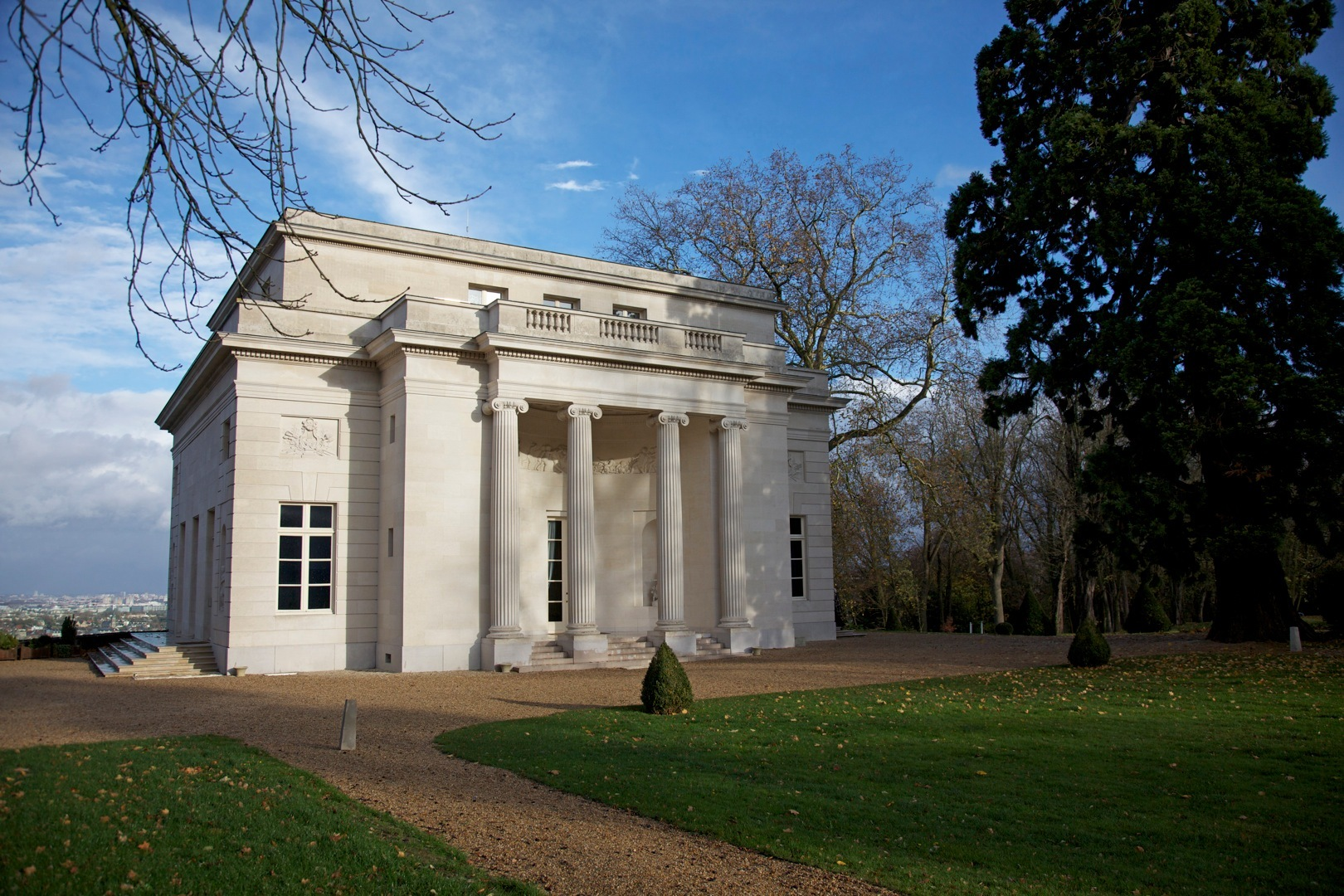
Pavillon de Louveciennes, 2009

Château de Louveciennes är ett slott i Louveciennes i Yvelines i Frankrike. Det är också känt som Château de Madame du Barry efter sin mest berömda ägare, Madame du Barry, och var tidvis ett kungligt slott. Egendomen består av själva slottet, samt den berömda annexbyggnaden Pavillon de Louveciennes (1770-71), som uppfördes av Claude Nicolas Ledoux för Madame du Barry för musik- och representationsändamål. 
Slottet uppfördes på order av Ludvig XIV år 1684 som bostad för Baron Arnold de Ville, som hade konstruerat vattenmaskineriet till det kungliga Château de Marly. Slottet beboddes sedan av kungens illegitima dotter Louise-Françoise de Bourbon, dennas dotter Louise-Elisabeth de Bourbon, och Louis Alexandre, Prins de Lamballe, innan det år 1769 gavs av kung Ludvig XV till hans mätress Madame du Barry. Det kallades då ofta Château de Madame du Barry, och byggdes om av Ange-Jacques Gabriel. Åren 1770-71 uppfördes också Pavillon de Louveciennes, ett praktfullt annex med representationslokaler för festligheter och konserter; ett nytt slott planerades också, men planerna fick avbrytas vid kungens död. Madame du Barry bodde på slottet efter kungens död 1774 fram till sin egen död 1793. Byggnaderna var kraftigt förfallna under 1980-talet, men restaurerades efter 1994.